# Chodorówka (Bachórz)
Chodorówka – część wsi Bachórz w Polsce położona w województwie podkarpackim, w powiecie rzeszowskim, w gminie Dynów.
W latach 1975–1998 Chodorówka administracyjnie należała do województwa przemyskiego